# تريبي
تريبي (بالإيطالية: Tripi)‏ وعرفها الادريسي ب بربلس هي بلدية في مقاطعة ميسينا في صقلية الإيطالية.

## السكان
في سنة 1861 بلغ عدد السكان 2٬770 نسمة، وتطور العدد ليصل في سنة 2011 لـ 933 نسمة.
يظهر هذا المخطط البياني تطور النمو السكاني لـ تريبي